# Bufali (famiglia)
La famiglia Bufali (o Bufalo) fu una famiglia baronale della Sicilia, legata alla storia del paese di Belpasso e di Messina.

## Storia
Don Antonio Bufali, dottore in medicina, lasciò la città di Catania per sfuggire ai creditori, trasferendosi nella zona dello scomparso paese di "Malpasso", ricostruito con il nome di "Fenicia Moncada", approfittando delle dilazioni concesse ai novi habitatori. Esercitando la professione risanò la propria situazione economica e sposò Caterina Distefano, dalla quale ebbe sette figli: Gaspare, Lorenzo, Marcantonio, Giuseppe, Rosa, Domenica e Pietro.
Il figlio Lorenzo, "segreto" del principe di Paternò per le terre di Fenicia Moncada e Nicolosi, fornì aiuti alla popolazione colpita dal terremoto del 1693 e fu incaricato da Ferdinando Aragona, duca di Mont'Alto e dal governatore e deputato degli stati di Mont'Alto di provvedere alla ricostruzione della città di Malpasso-Fenicia Moncada, che venne completata nel 1697 con una pianta con strade regolari e incrociate ad angolo retto; la cittadina prese il nome bene augurante di "Belpasso" e Lorenzo ne ebbe il titolo baronale.

Lorenzo si sposò prima con Agata Monsecado di Paternò e in seconde nozze con Vincenza Corduese, ma non ebbe figli e morì il 16 febbraio del 1713 all'età di sessant'anni. L'eredità e il titolo di barone passarono al fratello Gaspare, che per adempiere ad una clausola del testamento sposò, il 21 settembre 1713 a Belpasso, Anna Maria Corsaro di Aci Catena, da cui ebbe dieci figli, e mise nome al primogenito Lorenzo. Fu tuttavia cattivo amministratore dei beni di famiglia.

Belpasso, palazzo della famiglia Bufali all'inizio del XX secolo

Il figlio di Gaspare, Lorenzo, sposò Maria D'Amico di Nicosia e cercò di recuperare i beni persi dal padre, lottando contro le ingiustizie dell'amministrazione del principe di Paternò. Ebbe tredici figli, tra i quali Antonio, Gaspare, Salvatore e Giuseppe seguirono la vocazione sacerdotale, mentre Domenico raccolse l'eredità paterna.
Antonio fu nominato dal vescovo di Catania prevosto della collegiata di Maria Santissima Immacolata di Belpasso, non senza polemiche, e morì  il 21 settembre del 1811.
Il fratello Domenico ebbe come figli Giovanna Maria Margherita, Lorenzo Filippo Antonio e Margherita Maria Anna. Il figlio Lorenzo ottenne nel 1860 le cariche di "primo capitano" e poi "maggiore" della Guardia Nazionale di Belpasso e in seguito fu eletto nel 1861 consigliere nell'amministrazione provinciale di Catania. Nel 1863 fondò il  "Circolo degli Operai di Mutuo Soccorso"  e nel 1891 la "Banca Operaia Cooperativa" (poi Banca Popolare di Belpasso). Di fronte al proprio palazzo a Belpasso fece costruire il complesso della Fenicia, che divenne centro politico e culturale del paese. Morì nel 1894. La famiglia si estinse nel 1917 alla morte della sorella Margherita.